# ジャック・イン・ザ・ボックス

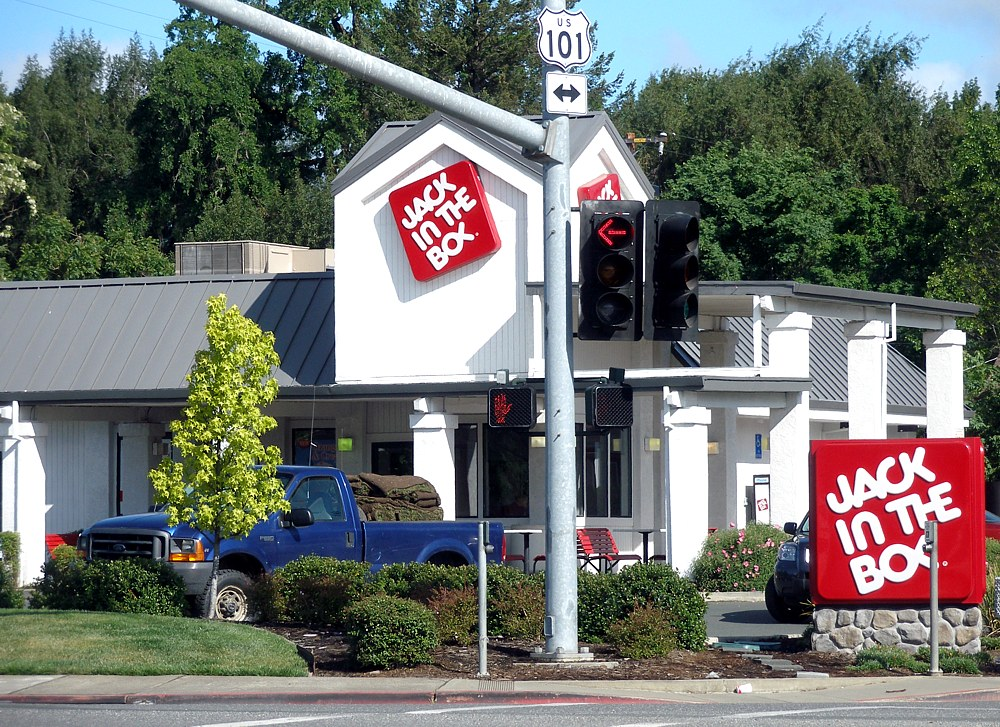
『ジャック・イン・ザ・ボックス』の店舗

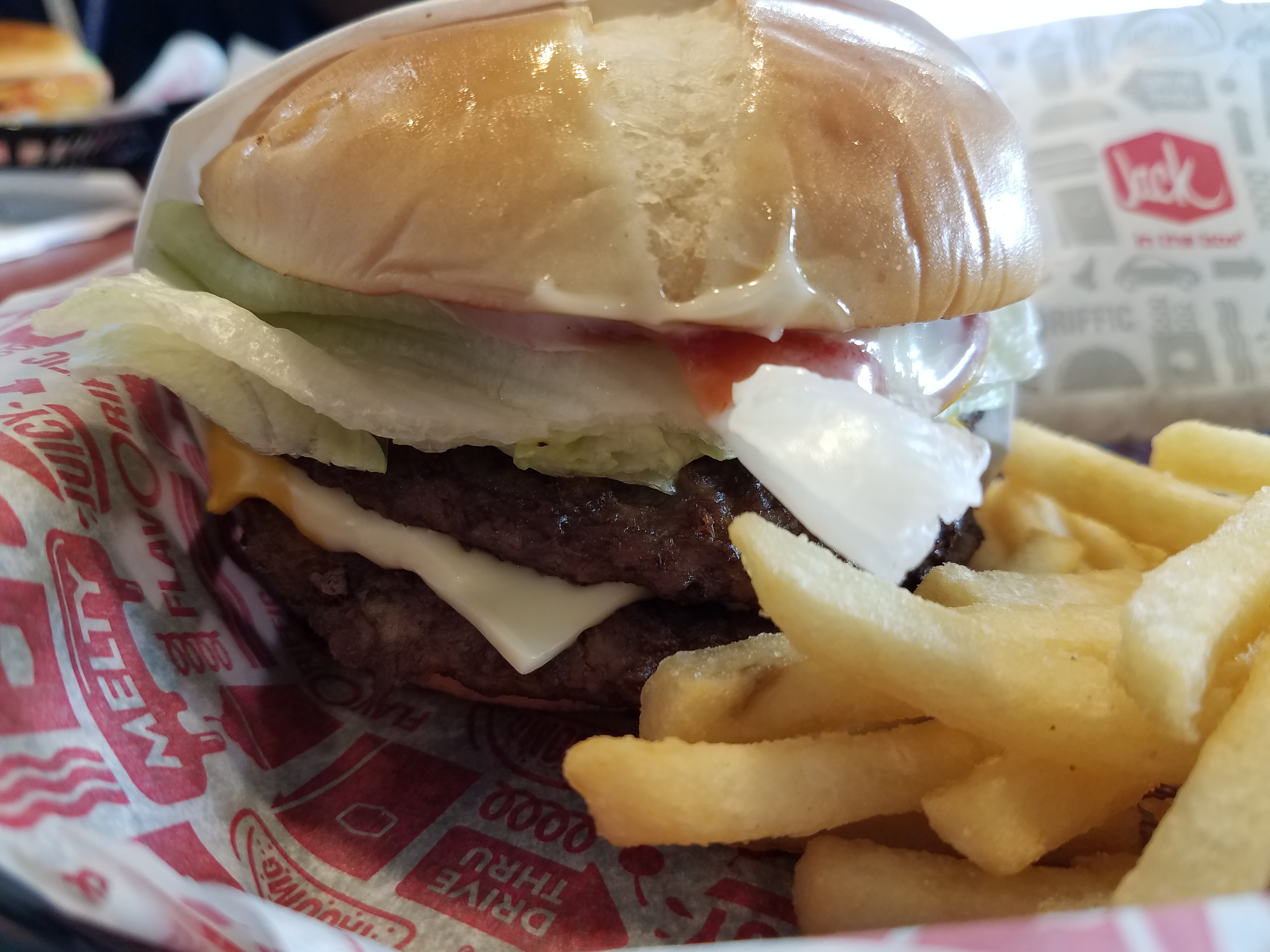
Bacon Ultimate Cheeseburger

ジャック・イン・ザ・ボックス(英: Jack in the Box)は、アメリカ合衆国のファストフード・チェーン店。

## 概要
2005年時点では、アメリカ合衆国内で第5位のハンバーガーチェーン店である。アメリカ合衆国西海岸を中心に21州で2200店舗を展開している。
1951年にカリフォルニア州サンディエゴでロバート・O・ピータースンが創業したが、翌1952年にはサンディエゴ・コミッサリー・カンパニーに売却された。創業時のメニューはハンバーガー、フライドポテト、ミルクシェイクのみであった。
ジャック・イン・ザ・ボックスは、南カリフォルニアを中心にフランチャイズ展開を行った。店舗は高い看板が掲げられており、びっくり箱（Jack-in-the-box）の中から飛び出してくるようなピエロが描かれていた。また、ジャック・イン・ザ・ボックスはいち早くドライブスルー方式を取り入れたことでも知られる。
1968年にはラルストン・ピュリナの100%子会社となった。
1970年代になると、ジャック・イン・ザ・ボックスは朝食メニューの提供を開始し、1976年にはオムレツも販売するようになる。1979年には店舗数を1100店まで増やしたが、その後は一部の店舗を売却したり、メニューを増やすといった再編が行われ、1985年にはLOB取引によって、ラルストン・ピュリナから投資グループに買い取られる。1999年には社名をジャック・イン・ザ・ボックスに変更した。
企業スローガンは1994年から2009年までは"We don't make it til you order it."、それ以後は"eat it. any time."。

Jack in the Box logo from March 2, 1980, to March 14, 2009.

Jack in the Box logo from March 15, 2009, to October 3, 2022. Still used as a secondary logo, and at most locations.

## 事件
1993年に提供していたハンバーガーが原因で腸管出血性大腸菌(O157)に732人が感染した集団食中毒を発生させている。当初、経営者が「大騒ぎするほどの話ではない」という判断ミスを犯したことから、その後の対策が遅れることになり、大幅な売り上げ減へとつながった。企業危機とその企業危機への対応の拙さからくる企業危機の事例として知られる。